# 루스 (영화)
《루스》(영어: Luce)는 미국에서 제작된 줄리어스 오나 감독의 2019년 사회 스릴러 드라마 영화이다. J.C. 리가 쓴 동명 희곡이 원작이며, 리와 오나가 공동 각본을 작성하였다. 나오미 와츠, 옥타비아 스펜서, 켈빈 해리슨 주니어, 팀 로스 등이 출연하였고, 존 베이커 등이 제작에 참여하였다.
2019년 1월 27일 제35회 선댄스 영화제에서 전 세계 최초로 상영되었으며 미국 드라마 영화 심사위원 대상 후보작이었다. 출연진이 펼친 연기, 영화가 다룬 주제, 연출, 각본을 중심으로 대체로 긍정 평가를 받았다.

## 줄거리
에리트레아에서 태어나 10살 때까지 소년병으로 지내다가 미국 진보 성향 백인 가정에 입양된 흑인 소년 루스는 현재 학교에서 올스타 선수로 활약하고 있으며 뛰어난 연설 실력까지 갖춰 학생들 사이에서 인기를 누린다. 그러나 루스는 흑인 역사 교사 해리엇이 흑인 친구 더숀 사물함에서 대마를 적발하고 더숀이 달리기 팀에서 퇴출되게 만든 이후로 적개심을 품고 있다.
어느 날 해리엇은 루스의 양어머니 에이미와 상담을 진행하며, 루스가 역사 인물 목소리를 빌려 작문하는 숙제에서 식민주의를 폭력으로 극복해야한다고 주장한 범아프리카주의 정치 혁명가 프란츠 파농을 골랐다는 사실을 알린다. 게다가 사물함에서 가방 하나를 가득 채운 불법 폭죽까지 발견되었다며 우려를 표한다.
집에서 루스에게 해리엇 얘기를 꺼내자 루스는 해리엇이 흑인 모범생 기준에서 벗어난 더숀의 기회는 박탈해놓고 자신은 본받을 흑인 학생상으로 전시하고 있는데 둘 다 배제의 일종이며, 다른 소수 인종 집단에 속한 한국계 여학생 스테퍼니 김이 성폭력을 당했다는 소문이 돌자 침묵 당한 피해자의 예로 지목해 곤란하게 만들고 있다며 해리엇을 비판한다. 
루스가 작문은 본심과 다르며, 달리기 팀과 사물함을 공유 중이라 폭죽은 자기 소유가 아니라고 하자 양아버지 피터는 루스가 거짓말을 한다고 생각하는데... 

## 출연
- 나오미 와츠 - 에이미 에드거 역
- 옥타비아 스펜서 - 해리엇 윌슨 역
- 켈빈 해리슨 주니어 - 루스 에드거 역
- 노버트 리오 버츠 - 댄 교장 역
- 앤드리아 방 - 스테퍼니 김 역
- 팀 로스 - 피터 에드거 역
- 애스트로 - 더숀 미크스 역
- 어맨다 트로이아 - 켈리 마티네즈 역
- 페이스 로건

## 기타 제작진
- 배역: 제시카 켈리
- 미술: 리사 마이어스